# シン・イキシャム
シン・イキシャム（Sin-Iqisham）は、古代メソポタミアの都市国家・ラルサの王。

## 略歴
シン・エリバムの子。紀元前1776年から紀元前1771年までラルサを支配していた。イシン第1王朝のザンビア (イシン王)と同時代の人物。
年表では治世は5年で、2年目にピナラティムとナザルムを占領し、5年目にはカザリュ、エラム、イシンとバビロンのザンビア王を撃破したことが記録されている。